# 克羅斯羅茲鎮區 (北卡羅萊納州馬丁縣)
克羅斯羅茲鎮區（英語：Cross Roads Township）是位於美國北卡羅萊納州馬丁縣的一個鎮區。

## 地方資料
克羅斯羅茲鎮區的面積為63.19平方千米，皆為陸地。根據2020年美國人口普查的數據，當地共有人口2070人，而人口密度為每平方千米32.76人。